# Andrena alashanica
Andrena alashanica är en biart som beskrevs av Popov 1949. Andrena alashanica ingår i släktet sandbin, och familjen grävbin. Inga underarter finns listade i Catalogue of Life.